# 裸の王様 (小説)
『裸の王様』(はだかのおうさま) は開高健が文芸誌「文學界」1957年12月号に発表し1958年に出版された短編小説、またそれを原作とした1958年のテレビドラマ。1958年、第38回下半期芥川賞受賞作。
急速に組織化されつつあった戦後社会における個人の重みを問われている。満たされない家庭生活と学校生活で萎縮してしまった太郎少年の心を解きほぐそうと＜僕＞はケアに努める。

## あらすじ
友人で小学校教師の山口に、担任の生徒である大田太郎の絵画教育を＜僕＞の画塾に委託された。＜僕＞は実際に太郎に描かせてみたがどれも人間がおらず、発想に拡がりのない類型を繰り返した画しか描けない。そんなある日、塾で生徒の一人が小川でかいぼりをしてエビガニを釣った話しているのを聞いた太郎は、田舎にいた時にスルメを使ってエビガニを釣っていたことを呟いた。
それを耳にした＜僕＞は翌日、太郎を川原に誘った。太郎は期待通り懸命に小魚を取ろうと藻と泥にまみれ、芯の強さをに感じさせる。ある日＜僕＞は新聞記事からヒントを得て、デンマークの児童美術協会宛に子供が描いたアンデルセン童話を素材にした挿絵の交換企画を提案する手紙を送り、二通目で同意の返信が届く。それから一週間ほどして、太郎の父親で画材会社社長の大田氏から電話があり邸に招かれる。彼は画の交換の話を知っており、同様の企画を提案していたが先約があると断られていた。大田は＜僕＞の案を全国の小学校に拡大し優秀作の表彰を提案する。＜僕＞は子供の自由な発想に大人の思惑が介入するのを危惧したが、実務的な大田に委ねることにした。
ある月曜日の夜、突然車に送られて太郎は＜僕＞の家に訪れる。＜僕＞は談笑する中、太郎が新しく描いた画の一枚を見て腹を抱えて哄笑した。そこにはちょんまげを結い越中ふんどしを締めた裸の男が、松並木の堀端を闊歩していた。それは＜僕＞があえて生徒らに時代や国を略して話した「裸の王様」を画にした物だった。それを見て＜僕＞は太郎に創造力が付いたことを見出して安堵する。
しばらくして＜僕＞は大田氏に招かれて児童画コンクールの審査会場に行ったが、そこには絵本にあるような描かされた画ばかりで子供の現実が出ていないと不平を述べ、持参していた太郎が「裸の王様」を描いた画を名を伏せて審査員達に見せた。辛辣な意見を述べる彼らに反感を抱いた＜僕＞は、この画は応募作ではなく自分の画塾に通う大田の息子が描いた物だと明かす。審査員達には気まずい空気が漂い、離れた場所にいた大田に目礼してそそくさと退出していく。＜僕＞の憤りは笑いの衝動に代わり、射し込む陽光の中で再び哄笑した。

## 主な登場人物
- 僕　子供向けの画塾講師

- 山口　＜僕＞と友人の小学校教師
- 大田　画材会社社長、仕事第一で家庭に冷淡
- 大田夫人　大田の後妻、息子に過干渉気味
- 大田太郎　大田と先妻の息子、内向的な性格

## 収録書籍
- 1958年 『裸の王様』文藝春秋新社
- 1960年『裸の王様・流亡記：他二編』角川文庫
- 1960年『パニック・裸の王様』新潮文庫
- 1961年『新鋭文学叢書 第11巻 (開高健)』筑摩書房
- 1963年『角川版昭和文学全集 第29巻 (開高健・大江健三郎)』角川書店
- 1963年『芥川賞 第4巻』現代芸術社
- 1966年『われらの文学 第19巻 (開高健)』講談社
- 1968年『日本の文学 第76巻 (石原慎太郎・開高健・大江健三郎)』中央公論社
- 1971年『日本文学全集 カラー版 第50巻 (島尾敏雄・井上光晴・開高健)』河出書房新社
- 1971年『現代文学秀作シリーズ (開高健)』講談社
- 1971年12月『新潮日本文学 第63巻 (開高健集)』新潮社
- 1973年『裸の王様( Kosaido blue books)』廣済堂出版
- 1973年『開高健全作品 小説2』新潮社
- 1973年『日本の文学 第76巻 (石原慎太郎・開高健・大江健三郎)』(アイボリーバックス) 中央公論社
- 1977年1月『現代日本文学 第34巻 (開高健・大江健三郎)』筑摩書房
- 1980年6月『新潮現代文学 第54巻 (開高健)』新潮社
- 1982年6月『芥川賞全集 第5巻』文藝春秋
- 1987年3月『少年少女文学館 第21巻 (雪三景)』講談社
- 1992年1月『開高健全集 第2巻』新潮社
- 1993年9月『開高健全集 第22巻』新潮社
- 2009年2月『裸の王様』(改版) 角川文庫
- 2009年4月『21世紀少年少女文学館 第19巻』講談社
- 2015年8月『日本文学全集 第21巻』河出書房新社
- 2019年1月『開高健短編選』岩波文庫
- 2020年12月『流亡記/歩く影たち』集英社文庫

## テレビドラマ
本作を発表した1958年の4月1日・4月8日の2回に渡って、KRT（現：TBSテレビ）の『サンヨーテレビ劇場』で放送された。
- 出演：南原伸二、大森義夫、野上千鶴子、田中明夫、大木弦介、柏木純一、永島明、増田順二

| KRT サンヨーテレビ劇場 | KRT サンヨーテレビ劇場 | KRT サンヨーテレビ劇場 |
| 前番組                 | 番組名                 | 次番組                 |
| ---------------------- | ---------------------- | ---------------------- |
| 吹雪                   | 裸の王様               | 清貧の書               |